# فلورنس مارغريت دورهام
فلورنس مارغريت دورهام (بالإنجليزية: Florence Margaret Durham)‏ (6 أبريل 1869- 25 يونيو 1949)، عالمة وراثة بريطانية في كامبريدج في بدايات القرن الماضي وإحدى المؤيدين للوراثة المندلية في الوقت الذي كانت فيه مثيرةً للجدل. كانت دورهام جزءًا من تجمع غير رسمي للوراثة في كامبريدج بقيادة زوج أختها ويليام باتيسون. ساعد عملها في وراثة ألوان الغطاء الخارجي للفئران والكناري في دعم قانون مندل للوراثة وتوسيعه، وهي أيضًا أحد أول الأمثلة على الرَوكبَة (كبت صفات جينية بفعل جين آخر).

## بدايات حياتها ومسيرتها المهنية
ولدت فلورنس مارغريت دورهام في لندن وهي واحدة من ست أخوات للجراح آرثر إدوارد دورهام (1833-1965) زوجته ماري آن كاثويل. كان آرثر دورهام مدمنًا على الكحول وكانت زوجته معارضة جدًا للكحول.
بدأت فلورنس عام 1891 صفًا جديدًا لنيل درجة في الفيزيولوجيا من جامعة جيرتون. حاضرت في البيولوجيا في كلية هولواي الملكية وفي معهد فرويوبيل في لندن في الفترة بين عامي 1893 حتى 1899. وحاضرت أيضًا في الفيزيولوجيا في كلية نيونهام. من عام 1900 حتى عام 1910، كانت مُعيدةً في الفيزيولوجيا في مختبر بالفور.
كانت الطالبات في نهايات القرن التاسع عشر يواجهن معارضة من أكاديميي كامبريدج، بما في ذلك حركة من بعض العلماء لمنع الطالبات من الالتحاق بدورات تعريفية عن البيولوجيا. نشرت دورهام رسالة في مجلة جريتون ريفيو تدعو النساء في كليتي جريتون ونيونهام لتشجيع العمل المتقدم والبحثي ليرى العالم أن النساء قادرات على فعل أشياء جديّة ولهنّ غايات عليا ليعرضنها بدلًا من مجرد النجاح في الامتحانات. استجابت الكليات لهذه الرسالة ولبعض الضغوط الأخرى ورفعت تمويل الزمالات البحثية.
خُطبت بياتريس دورهام أخت فلورنس لويليام باتيسون عام 1889، ولكن خلال حفلة الخطبة احتسى ويليام الكثير من النبيذ ومنعت السيدة دورهام خطبة ابنتها،تزوج ويليام وبياتريس أخيرًا في يونيو عام 1896  وفي ذلك الوقت كان آرثر دورهام متوفيًا وزوجته كانت إما متوفية (وفقًا لهينيغ) أو أنها اقتنعت بالتخلي عن معارضتها للزواج (وفقًا لكوك).

## ويليام باتيسون ومناصري مندل في كلية نيونهام 1900-1910
أعيد اكتشاف عمل جورج مندل في الوراثة خلال هذه الفترة، وتسبب في إثارة جدل كبير بين مناصريه -ويليام باتيسون ومجموعته من مناصري مندل- ومعارضي عمل مندل بمن فيهم والتر فرانك رافايل ويلدون (أستاذ باتيسون السابق) وكارل بيرسون. عُرفت مجموعة ويلدون باسم علماء الإحصاء الحيوي. كانت مجموعة باتيسون غير عادية في تلك الفترة لأن معظمها كان من النساء. أنجزت كل من فلورنس دورهام وإيديث ريبيكا بيكي ساوندرز ومورييل ويلديل العمل لإثبات أنه يمكن تفسير الصفات المعقدة باستخدام قانون مندل للفصل. كانت زوجة باتيسون منخرطة بنشاط في بحثه. انضمت فلورنس دورهام إلى المجموعة باعتبارها طالبة بحث ما بعد التخرج ونشرت بحثًا من قبل.
بعد قبول باتيسون لمنصب في معهد جون إينيس لعلوم البستنة والذي افتتح في سوري عام 1910، انتقلت فلورنس إلى هناك للعمل معه على وراثة النباتات بما في ذلك دراسة نباتات الربيع الهجينة.

## الرَوكبَة
كتبت بياتريس في مذكراتها أن أختها فلورنس هجّنت الفئران كما لو أنها وضعتهم في عليّات المتاحف. استعصت مشكلة وراثة ألوان الجلد الخارجي للفئران على التفسير المندلي، ولكن فلورنس تحدّت وجهة نظر لوسيان كوينو السائدة التي تقترح أنها مزيح من العوامل التي تشرح اختلاف ألوان الجلد الخارجي للفئران.
استخدمت فلورنس مفهوم الرَوكبَة لشرح العلاقة بين العوامل المختلفة. صاغ ويليام باتيسون مصطلح الروكبة واستخدمته فلورنس لشرح كيفية تفاعل الجينات بأكثر من طريقة معقدة من الخصائص البسيطة المسيطرة والنادرة التي عرّفها جورج مندل، وكتبت فلورنس إن مصطلحات مسيطرة ونادرة يجب تطبيقها فقط لشرح العلاقة بين العوامل في نفس الزوج الأليلي.

## المجلس الطبي البحثي
عملت دورهام منذ عام 1917 حتى تقاعدها عام 1930 في مختبر البحث المركزي (يُعرف الآن بالمعهد الوطني للأبحاث الطبية) في قسم الكيمياء الحيوية والأدوية تحت إشراف هنري ديل. ركز عملها بصفة أساسية على النيوسالفارسان؛ وهو مركب عضوي استُخدم لعلاج السيفلس. كانت فلورنس وزميلتها الآنسة مارشال مسؤولتان عن التأكد من تحقيق تحضيرات النيوسالفارسان للمعايير المعتمدة وإصدار التراخيص نيابة عن مجلس التجارة.
نشرت دورهام عام 1932 نتائج تجربة طويلة الأمد عن التأثيرات الجينية للكحول على الخنزير الغيني إذ أجرت التجربة في المعهد الوطني للبحوث الطبية. أجريت الدراسة استجابة لتقارير الباحث الأمريكي تشارلز روبيرت ستوكارد والتي ترى أن نسل الخنزير الغيني الذي تعرض للكحول أظهر عيوبًا تُعزى إلى تعرض الوالدين للكحول. بعد تعويد 6983 خنزيرًا على الجرعة لعدة أعوام لم تجد دورهام دليلًا على أن الجرعات اليومية من الكحول لها تأثير وراثي وأن النسبة المئوية لنسل الخنازير المولودة بعيوب وراثية لم تكن أعلى من الخنازير الغينية التي لم تتعرض للكحول مقارنة بالمجموعة الخاضعة للاختبار. كانت هذه الدراسة واحدة من دراسات كثيرة دحضت نظرية لاماركين في الوراثة والتي استندت عليها تقارير ستوكارد.

## أواخر حياتها
عاشت دورهام في سنواتها الأخيرة في هاواركين أوتيرتيون بالقرب من ستالتيرون بودليف في ديفون. توفيت فلورنس في الخامس والعشرين من يونيو عام 1949 في نادي النساء الجامعي في لندن.